# Giro d’Italia 2025/8. Etappe
Die 8. Etappe des Giro d’Italia 2025 fand am 17. Mai 2025 statt. Sie führte die 108. Austragung des italienischen Etappenrennens über weitere Anstiege des Apennin. Nach dem Start in Giulianova ging es über 197 anspruchsvolle Kilometer nach Castelraimondo. Nach der Etappe hatten die Fahrer insgesamt 1265,7 Kilometer zurückgelegt, was 36,76 % der Gesamtdistanz entspricht. Die Organisatoren der Rundfahrt bewerteten die Schwierigkeit der Etappe mit drei von fünf Sternen.
Den Etappensieg sicherte sich der Australier Lucas Plapp (Team Jayco AlUla) nach einem Solo über 45 Kilometer, nachdem er sich im Anstieg von Montelago von der Ausreißergruppe abgesetzt hatte. Dahinter folgten Wilco Kelderman (Team Visma-Lease a Bike) und Diego Ulissi (XDS Astana Team) mit einem Rückstand von 38 Sekunden. Diego Ulissi übernahm zugleich das Rosa Trikot von Primož Roglič (Red Bull-Bora-hansgrohe), der das Ziel im Hauptfeld erreichte.

## Streckenverlauf
Der neutralisierte Start erfolgte in Giulianova vor dem Piazza del Mare. Die ersten Kilometer führten entlang der Küste bis kurz vor den Salinello, ehe das Rennen nach 5,5 Kilometern auf der SP8 freigegeben wurde.
Nach dem offiziellen Start an der Mittelmeerküste führte die Strecke bei leichten Steigungsprozenten ins Landesinnere, wobei Sant’Egidio alla Vibrata und Ascoli Piceno durchfahren wurden. In der Gemeinde Roccafluvione wurde nach 49,9 Kilometern der erste Zwischensprint ausgefahren, ehe die Fahrer die erste Bergwertung in Angriff nahmen, die in Croce di Casale (729 m) abgenommen wurde. Der Anstieg der 3. Kategorie wurde nach 60,9 Kilometern überquert, ehe es bergab nach Comunanza ging. Nun folgten 20 großteils flache Kilometer, die über Amandola nach Sarnano führten. Hier erfolgte bei Kilometer 90,6 der zweite Zwischensprint. Kurz darauf begann die Auffahrt auf den Valico di Santa Maria Maddalena, der mit einer Höhe von 1465 Metern den höchsten Punkt der Etappe darstellte. Der Pass der 1. Kategorie wies dabei auf einer Länge von 13,1 Kilometern eine Durchschnittsteigung von 7,4 % auf und wurde etwa zur Hälfte der Renndistanz bei Kilometer 104,9 passiert. Im Anschluss folgte eine längere Abfahrt, die über Bolognola und Pievebovigliana nach Muccia führte. Auf der weiteren Fahrt nach Serravalle di Chienti begann die Straße wieder leicht anzusteigen, ehe es zu einer Bergwertung der 3. Kategorie bei Montelago (1017 m) ging. Nachdem die Kuppe bei Kilometer 152,1 überquert worden war, erfolgte die Abfahrt über Sefro und Pioraco. Kurz vor dem Zielort Castelraimondo bogen die Fahrer beim Anwesen Borgo Lanciano, links auf eine kleine Nebenstraße ab, die bergauf nach Castel Santa Maria führte. Hier wurde jedoch keine Bergwertung, sondern der Red Bull-Kilometer abgenommen und es folgte eine Abfahrt ins nordöstliche Matelica. Auf der schmalen SP122 ging es im Anschluss bergauf nach Acquosi, ehe nach einer kurzen Zwischenabfahrt eine steile Rampe nach Gagliole (468 m) führte. 6,5 Kilometer vor dem Ziel wurde hier eine Bergwertung der 4. Kategorie abgenommen. Die letzten Kilometer führten abschüssig nach Selvalagli und flach zum Zielstrich.
|                            | Ort                             | Kilometer | Länge (km) | Höhe (m) | Ø Steigung | max. Steigung |
| -------------------------- | ------------------------------- | --------- | ---------- | -------- | ---------- | ------------- |
| neutralisierter Start      | Giulianova                      | -5,5      |            |          |            |               |
| offizieller Start          | SP8                             | 0         |            |          |            |               |
| Zwischensprint             | Roccafluvione                   | 49,9      |            |          |            |               |
| Bergwertung (3. Kategorie) | Croce di Casale                 | 60,9      | 8,6        | 729      | 4,5 %      | unbekannt     |
| Zwischensprint             | Sarnano                         | 90,6      |            |          |            |               |
| Bergwertung (1. Kategorie) | Valico di Santa Maria Maddalena | 104,9     | 13,1       | 1465     | 7,4 %      | 14 %          |
| Bergwertung (3. Kategorie) | Montelago                       | 152,1     | 5,6        | 1017     |            |               |
| Red Bull-Kilometer         | Castel Santa Maria              | 177,4     |            |          |            |               |
| Bergwertung (4. Kategorie) | Gagliole                        | 190,5     | 0,7        | 468      | 11,9 %     | 14 %          |
| Ziel                       | Castelraimondo                  | 197       |            |          |            |               |

## Rennverlauf
In der frühen Rennphase kam es zu mehreren Angriffen. Nach rund zehn Kilometern setzten sich mit Mattia Cattaneo (Soudal Quick-Step), Mads Pedersen (Lidl-Trek) und Davide De Pretto (Jayco AlUla) drei Fahrer vom Hauptfeld ab. Während es dahinter zu weiteren Angriffen kam, fuhr das Trio gemeinsam zum ersten Zwischensprint in Roccafluvione, wo sich Mads Pedersen die meisten Punkte sicherte und so seinen Vorsprung in der Sonderwertung weiter ausbaute. Dahinter sicherten sich Davide De Pretto und Mattia Cattaneo, sowie Lorenzo Milesi (Movistar) und Quentin Pacher (Groupama-FDJ) die verbliebenen Punkte. Nach dem Zwischensprint ließen sich die drei Ausreißer jedoch wieder einholen und es kam zu weiteren Angriffen.
Nach mehr als 60 Kilometern sicherte sich Davide Piganzoli (Polti VisitMalta) vor seinem Teamkollegen Alessandro Tonelli, sowie Nairo Quintana (Movistar) und Marco Frigo (Israel-Premier Tech) die meisten Bergpunkte am Croce di Casale, wobei sich noch immer keine Fluchtgruppe entscheidend lösen hatte können. Am Fuße des Valico di Santa Maria Maddalena holte Lorenzo Fortunato (XDS Astana) vor Davide Formolo (Movistar), Diego Ulissi (XDS Astana), Damien Howson (Q36.5) und Sylvain Moniquet (Cofidis) die meisten Punkte beim Zwischensprint, wobei sich im nachfolgenden Anstieg allmählich eine Ausreißergruppe formierte. Auf der Kuppe des Valico di Santa Maria Maddalena sicherte sich Lorenzo Fortunato 40 Punkte, ehe ihm Romain Bardet (Picnic PostNL), Manuele Tarozzi (Polti VisitMalta), Diego Ulissi, Koen Bouwman (Jayco AlUla), Georg Steinhauser (EF Education-EasyPost), Lucas Plapp (Jayco AlUla) und Marco Frigo auf den nachfolgenden Positionen folgten. Auf den anschließenden Kilometern kam es in der Ausreißergruppe immer wieder zu Angriffen und zu neuformierten Gruppen, wobei sich zu diesem Zeitpunkt 18 Fahrer vor dem Hauptfeld befanden, das einen Rückstand von rund vier Minuten aufwies. Im Anstieg von Montelago bildete sich schließlich eine neue Spitzengruppe, in der mit Diego Ulissi, Wilco Kelderman (Visma-Lease a Bike), Igor Arrieta (UAE Team Emirates-XRG) und Lucas Plapp vier Fahrer vertreten waren. Als bestplatzierter Fahrer wies Diego Ulissi dabei in der Gesamtwertung einen Rückstand von vier Minuten und einer Sekunde auf.
Der entscheidende Angriff erfolgte von Lucas Plapp rund 45 Kilometer vor dem Ziel. Auf den letzten Kilometern vor der Bergwertung von Montelago setzte er sich als Solist ab und konnte rasch einen Vorsprung herausfahren. Dahinter sicherten sich Wilco Kelderman, Diego Ulissi und Igor Arrieta die weiteren Punkte, wobei sie die Lücke zum alleinigen Spitzenreiter nicht mehr schließen konnten. Beim Red Bull-Kilometer in Castel Santa Maria betrug der Vorsprung von Lucas Plapp 20 Kilometer vor dem Ziel bereits rund eine Minute. Dahinter holten Igor Arrieta und Diego Ulissi die verbliebenen Bonussekunden. Auf den abschließenden Kilometern verteidigte Lucas Plapp seine Führung und überquerte die Bergwertung in Gagliole mit einem Vorsprung von 50 Sekunden, ehe er als Sieger in Castelraimondo einfuhr. Dahinter hatten sich Diego Ulissi und Wilco Kelderman von Igor Arrieta absetzen können. Der erstgenannte Italiener fuhr dabei als Zweiter vor Wilco Kelderman über die abschließende Bergwertung. Im Ziel wies das Duo einen Rückstand von 38 Sekunden auf, wobei sich Diego Ulissi im Sprint um Platz zwei geschlagen geben musste und somit wertvolle Bonussekunden im Kampf um das Rosa Trikot verlor. Es reichte dennoch für den Italiener, da das Hauptfeld um den gesamtführenden Primož Roglič (Red Bull-Bora-hansgrohe) schlussendlich einen Rückstand von vier Minuten und 50 Sekunden aufwies. Im Zielsprint fuhr der Gesamtzweite Juan Ayuso (UAE Team Emirates-XRG) eine Sekunde auf die restlichen Gesamtklassement-Fahrer heraus.
Diego Ulissi übernahm das Rosa Trikot und lag nun zwölf Sekunden vor seinem Teamkollegen Lorenzo Fortunato, der das Ziel als siebter mit einem Rückstand von einer Minute und 48 Sekunden erreicht hatte. Primož Roglič lag nun auf dem dritten Gesamtrang und wies einen Rückstand von 17 Sekunden auf. Drei Sekunden dahinter folgte der viertplatzierte Juan Ayuso, der nach wie vor die Nachwuchswertung anführte. Mads Pedersen und Lorenzo Fortunato bauten ihre Führungen in der Punkte- bzw. Bergwertung aus, während das UAE Team Emirates-XRG an der Spitze der Mannschaftswertung verblieb. Lorenzo Fortunato wurde zudem zum aktivsten Fahrer gewählt, während alle 173 Starter das Ziel erreichten.

## Ergebnis
| \| Etappenergebnis \| Etappenergebnis \| Etappenergebnis \| Etappenergebnis \| Etappenergebnis \| \| Fahrer \| Fahrer \| Land \| Team \| Zeit \| \| --------------- \| ------------------ \| --------------- \| ----------------------------- \| --------------- \| \| 1. \| Lucas Plapp \| Australien \| Team Jayco AlUla \| 4 h 44 min 20 s \| \| 2. \| Wilco Kelderman \| Niederlande \| Team Visma \\| Lease a Bike \| + 38 s \| \| 3. \| Diego Ulissi \| Italien \| XDS Astana Team \| + 38 s \| \| 4. \| Igor Arrieta \| Spanien \| UAE Team Emirates XRG \| + 1 min 22 s \| \| 5. \| Nicolas Prodhomme \| Frankreich \| Decathlon-AG2R La Mondiale \| + 1 min 35 s \| \| 6. \| Andrea Vendrame \| Italien \| Decathlon-AG2R La Mondiale \| + 1 min 48 s \| \| 7. \| Lorenzo Fortunato \| Italien \| XDS Astana Team \| + 1 min 48 s \| \| 8. \| Georg Steinhauser \| Deutschland \| EF Education-EasyPost \| + 2 min 59 s \| \| 9. \| Romain Bardet \| Frankreich \| Team Picnic-PostNL \| + 3 min 02 s \| \| 10. \| Alessio Martinelli \| Italien \| VF Group-Bardiani CSF-Faizanè \| + 4 min 37 s \| |                    |             |                               |                 |
| |                    |             |                               |                 |
| Quelle: ProCyclingStats |                    |             |                               |                 |
| Etappenergebnis |                    |             |                               |                 |
| Fahrer | Fahrer             | Land        | Team                          | Zeit            |
| 1. | Lucas Plapp        | Australien  | Team Jayco AlUla              | 4 h 44 min 20 s |
| 2. | Wilco Kelderman    | Niederlande | Team Visma \| Lease a Bike    | + 38 s          |
| 3. | Diego Ulissi       | Italien     | XDS Astana Team               | + 38 s          |
| 4. | Igor Arrieta       | Spanien     | UAE Team Emirates XRG         | + 1 min 22 s    |
| 5. | Nicolas Prodhomme  | Frankreich  | Decathlon-AG2R La Mondiale    | + 1 min 35 s    |
| 6. | Andrea Vendrame    | Italien     | Decathlon-AG2R La Mondiale    | + 1 min 48 s    |
| 7. | Lorenzo Fortunato  | Italien     | XDS Astana Team               | + 1 min 48 s    |
| 8. | Georg Steinhauser  | Deutschland | EF Education-EasyPost         | + 2 min 59 s    |
| 9. | Romain Bardet      | Frankreich  | Team Picnic-PostNL            | + 3 min 02 s    |
| 10. | Alessio Martinelli | Italien     | VF Group-Bardiani CSF-Faizanè | + 4 min 37 s    |

## Gesamtstände
| \| Gesamtwertung \| Gesamtwertung \| Gesamtwertung \| Gesamtwertung \| Gesamtwertung \| \| Fahrer \| Fahrer \| Land \| Team \| Zeit \| \| ------------- \| ----------------- \| ---------------------- \| -------------------------- \| ---------------- \| \| 1. \| Diego Ulissi \| Italien \| XDS Astana Team \| 29 h 21 min 23 s \| \| 2. \| Lorenzo Fortunato \| Italien \| XDS Astana Team \| + 12 s \| \| 3. \| Primož Roglič \| Slowenien \| Red Bull-Bora-Hansgrohe \| + 17 s \| \| 4. \| Juan Ayuso \| Spanien \| UAE Team Emirates XRG \| + 20 s \| \| 5. \| Isaac Del Toro \| Mexiko \| UAE Team Emirates XRG \| + 26 s \| \| 6. \| Antonio Tiberi \| Italien \| Bahrain Victorious \| + 44 s \| \| 7. \| Max Poole \| Vereinigtes Königreich \| Team Picnic-PostNL \| + 47 s \| \| 8. \| Michael Storer \| Australien \| Tudor Pro Cycling Team \| + 50 s \| \| 9. \| Brandon McNulty \| Vereinigte Staaten \| UAE Team Emirates XRG \| + 51 s \| \| 10. \| Simon Yates \| Vereinigtes Königreich \| Team Visma \\| Lease a Bike \| + 56 s \| |                   |                        |                            |                  |
| |                   |                        |                            |                  |
| Quelle: ProCyclingStats |                   |                        |                            |                  |
| Gesamtwertung |                   |                        |                            |                  |
| Fahrer | Fahrer            | Land                   | Team                       | Zeit             |
| 1. | Diego Ulissi      | Italien                | XDS Astana Team            | 29 h 21 min 23 s |
| 2. | Lorenzo Fortunato | Italien                | XDS Astana Team            | + 12 s           |
| 3. | Primož Roglič     | Slowenien              | Red Bull-Bora-Hansgrohe    | + 17 s           |
| 4. | Juan Ayuso        | Spanien                | UAE Team Emirates XRG      | + 20 s           |
| 5. | Isaac Del Toro    | Mexiko                 | UAE Team Emirates XRG      | + 26 s           |
| 6. | Antonio Tiberi    | Italien                | Bahrain Victorious         | + 44 s           |
| 7. | Max Poole         | Vereinigtes Königreich | Team Picnic-PostNL         | + 47 s           |
| 8. | Michael Storer    | Australien             | Tudor Pro Cycling Team     | + 50 s           |
| 9. | Brandon McNulty   | Vereinigte Staaten     | UAE Team Emirates XRG      | + 51 s           |
| 10. | Simon Yates       | Vereinigtes Königreich | Team Visma \| Lease a Bike | + 56 s           |

| Punktewertung | Punktewertung      | Punktewertung          | Punktewertung                 | Punktewertung |
| Fahrer        | Fahrer             | Land                   | Team                          | Punkte        |
| ------------- | ------------------ | ---------------------- | ----------------------------- | ------------- |
| 1.            | Mads Pedersen      | Dänemark               | Lidl-Trek                     | 153 P.        |
| 2.            | Alessandro Tonelli | Italien                | Team Polti VisitMalta         | 59 P.         |
| 3.            | Olav Kooij         | Niederlande            | Team Visma \| Lease a Bike    | 55 P.         |
| 4.            | Casper van Uden    | Niederlande            | Team Picnic-PostNL            | 50 P.         |
| 5.            | Orluis Aular       | Venezuela              | Movistar Team                 | 42 P.         |
| 6.            | Edoardo Zambanini  | Italien                | Bahrain Victorious            | 41 P.         |
| 7.            | Thomas Pidcock     | Vereinigtes Königreich | Q36.5 Pro Cycling Team        | 31 P.         |
| 8.            | Manuele Tarozzi    | Italien                | VF Group-Bardiani CSF-Faizanè | 26 P.         |
| 9.            | Lucas Plapp        | Australien             | Team Jayco AlUla              | 25 P.         |
| 10.           | Taco van der Hoorn | Niederlande            | Intermarché-Wanty             | 25 P.         |

| Bergwertung | Bergwertung        | Bergwertung            | Bergwertung                   | Bergwertung |
| Fahrer      | Fahrer             | Land                   | Team                          | Punkte      |
| ----------- | ------------------ | ---------------------- | ----------------------------- | ----------- |
| 1.          | Lorenzo Fortunato  | Italien                | XDS Astana Team               | 98 P.       |
| 2.          | Juan Ayuso         | Spanien                | UAE Team Emirates XRG         | 50 P.       |
| 3.          | Paul Double        | Vereinigtes Königreich | Team Jayco AlUla              | 36 P.       |
| 4.          | Manuele Tarozzi    | Italien                | VF Group-Bardiani CSF-Faizanè | 32 P.       |
| 5.          | Isaac Del Toro     | Mexiko                 | UAE Team Emirates XRG         | 24 P.       |
| 6.          | Sylvain Moniquet   | Belgien                | Cofidis                       | 22 P.       |
| 7.          | Romain Bardet      | Frankreich             | Team Picnic-PostNL            | 18 P.       |
| 8.          | Diego Ulissi       | Italien                | XDS Astana Team               | 17 P.       |
| 9.          | Egan Bernal        | Kolumbien              | Ineos Grenadiers              | 16 P.       |
| 10.         | Alessandro Tonelli | Italien                | Team Polti VisitMalta         | 16 P.       |

| Nachwuchswertung | Nachwuchswertung        | Nachwuchswertung       | Nachwuchswertung        | Nachwuchswertung |
| Fahrer           | Fahrer                  | Land                   | Team                    | Zeit             |
| ---------------- | ----------------------- | ---------------------- | ----------------------- | ---------------- |
| 1.               | Juan Ayuso              | Spanien                | UAE Team Emirates XRG   | 29 h 21 min 43 s |
| 2.               | Isaac Del Toro          | Mexiko                 | UAE Team Emirates XRG   | + 6 s            |
| 3.               | Antonio Tiberi          | Italien                | Bahrain Victorious      | + 24 s           |
| 4.               | Max Poole               | Vereinigtes Königreich | Team Picnic-PostNL      | + 27 s           |
| 5.               | Giulio Pellizzari       | Italien                | Red Bull-Bora-Hansgrohe | + 40 s           |
| 6.               | Davide Piganzoli        | Italien                | Team Polti VisitMalta   | + 1 min 13 s     |
| 7.               | Mathias Vacek           | Tschechien             | Lidl-Trek               | + 1 min 14 s     |
| 8.               | Martin Tjøtta           | Norwegen               | Arkéa-B&B Hotels        | + 4 min 04 s     |
| 9.               | Embret Svestad-Bårdseng | Norwegen               | Arkéa-B&B Hotels        | + 5 min 59 s     |
| 10.              | Edoardo Zambanini       | Italien                | Bahrain Victorious      | + 8 min 08 s     |

| Mannschaftswertung | Mannschaftswertung         | Mannschaftswertung           | Mannschaftswertung |
| Team               | Team                       | Land                         | Zeit               |
| ------------------ | -------------------------- | ---------------------------- | ------------------ |
| 1.                 | UAE Team Emirates XRG      | Vereinigte Arabische Emirate | 88 h 02 min 12 s   |
| 2.                 | XDS Astana Team            | Kasachstan                   | + 2 min 56 s       |
| 3.                 | Lidl-Trek                  | Vereinigte Staaten           | + 7 min 38 s       |
| 4.                 | Movistar Team              | Spanien                      | + 7 min 45 s       |
| 5.                 | Team Visma \| Lease a Bike | Niederlande                  | + 8 min 35 s       |
| 6.                 | Red Bull-BORA-hansgrohe    | Deutschland                  | + 10 min 08 s      |
| 7.                 | Bahrain-Victorious         | Bahrain                      | + 11 min 54 s      |
| 8.                 | Team Jayco AlUla           | Australien                   | + 12 min 09 s      |
| 9.                 | Ineos Grenadiers           | Vereinigtes Königreich       | + 12 min 35 s      |
| 10.                | Team Picnic-PostNL         | Niederlande                  | + 17 min 58 s      |